# U.N.I.T.Y.
«U.N.I.T.Y.» — песня, записанная американской хип-хоп исполнительницей Куин Латифой для её третьего студийного альбома Black Reign (1993). Как сингл она была выпущена 9 ноября 1993 года в Соединенных Штатах и 6 января 1994 года в Великобритании. В треке Латифа затрагивает такие темы как ущемление прав женщин, бытовое насилие, а также притеснение женщин в хип-хоп-культуре. В песне используется сэмпл из «Message from the Inner City» хьюстонского джаз-бэнда The Crusaders.
Из-за своего посыла многие радио-и телевизионные станции проигрывали песню без цензуры слов «сука» и «шлюха», которые часто появляются в тексте, особенно в припеве и строчке «Кого ты называешь сукой?!», заканчивающей каждый куплет песни. Есть и вторая версия песни, которая также играла в эфире, под названием «U.N.I.T.Y. (Queen Ruff Neck Boot)», она имеет аналогичный с альбомной версией ритм, но заменяя большую часть джазовой мелодии хип-хоп-битом.
В 1995 году Куин Латифа получила премию «Грэмми» за «U.N.I.T.Y.» в категории «лучшее сольное рэп-исполнение». Эта песня также остаётся самым большим хитом Латифы в Соединенных Штатах на сегодняшний день и её единственной песней, которая вошла в топ-40 чарта Billboard Hot 100.

## Чарты
| Чарт (1993-94)                                 | Высшая позиция |
| ---------------------------------------------- | -------------- |
| Великобритания (OCC UK Singles)                | 74             |
| США (Billboard Hot 100)                        | 23             |
| США (Billboard Hot R&B/Hip-Hop Songs)          | 7              |
| США (Billboard Hot Rap Songs)                  | 2              |
| США (Billboard Hot R&B/Hip-Hop Singles Sales)  | 6              |
| США (Billboard Mainstream R&B/Hip-Hop Airplay) | 12             |
| США (Billboard Hot 100 Recurrents)             | 13             |
| США (Billboard R&B/Hip-Hop Airplay)            | 11             |
| США (Billboard Rhythmic Airplay)               | 13             |
| США (Billboard Radio Songs)                    | 24             |